# NGC 1841
NGC 1841 is een bolvormige sterrenhoop in het sterrenbeeld Tafelberg. Het hemelobject werd op 19 januari 1836 ontdekt door de Britse astronoom John Herschel.

## Synoniemen
- GCL 8
- ESO 4-SC15